# Neaufles-Auvergny
Neaufles-Auvergny är en kommun i departementet Eure i regionen Normandie i norra Frankrike. Kommunen ligger i kantonen Rugles som tillhör arrondissementet Évreux. År 2022 hade Neaufles-Auvergny 413 invånare.

## Befolkningsutveckling
Antalet invånare i kommunen Neaufles-Auvergny
Referens:INSEE